# Руэда, Белен
Беле́н Руэ́да (исп. Belén Rueda; род. 16 марта 1965, Мадрид) — испанская актриса.

## Биография
Отец — инженер путей сообщения, мать — преподавательница балета. Изучала архитектуру, появилась на телевидении, вела программы, снималась в сериалах. В кино дебютировала в 2004 году в роли Хулии в фильме «Море внутри», получила за эту роль премию «Гойя» в номинации «Лучший женский актёрский дебют». В 2007 году дебютировала на театральной сцене.

## Фильмография

### Кино
- 2004 — Море внутри / Mar adentro
- 2007 — Приют / El orfanato
- 2007 — Дикая грация / Savage Grace
- 2008 — 8 свиданий / 8 citas
- 2009 — Очень испанское кино / Spanish Movie
- 2010 — Прозрение / Los ojos de Julia
- 2010 — Дар / El mal ajeno
- 2011 — Не бойся / No tengas miedo
- 2012 — Тело / El cuerpo
- 2013 — Седьмой этаж / Séptimo
- 2013 — Исмаэль / Ismael
- 2016 — Ночь, когда моя мать убила моего отца / La noche que mi madre mató a mi padre
- 2017 — Орбита 9 / Órbita 9
- 2017 — Идеальные незнакомцы / Perfectos desconocidos
- 2018 — Инсомния / No dormirás
- 2018 — Во время грозы / Durante la tormenta
- 2019 — Тишина белого города / El silencio de la ciudad blanca

### Сериалы
- 2003–2008 — Семья Серрано / Los Serrano
- 2010 — Принцесса Эболи (мини-сериал) / La princesa de Éboli
- 2012–2013 — Полнолуние / Luna, el misterio de Calenda
- 2014–2015 — Из уст в уста / B&b, de boca en boca

## Награды и номинации
Полный список наград и номинаций на сайте IMDb.
| Награды и номинации | Награды и номинации                   | Награды и номинации          | Награды и номинации | Награды и номинации |
| Год                 | Награда                               | Категория                    | Фильм               | Результат           |
| ------------------- | ------------------------------------- | ---------------------------- | ------------------- | ------------------- |
| 2004                | Fotogramas de Plata                   | Лучшая телевизионная актриса | Семья Серрано       | Номинация           |
| 2005                | Премия «Гойя»                         | Лучшая новая актриса         | Море внутри         | Победа              |
| 2005                | Fotogramas de Plata                   | Лучшая актриса               | Море внутри         | Победа              |
| 2008                | Fotogramas de Plata                   | Лучшая актриса               | Приют               | Победа              |
| 2008                | Премия «Гойя»                         | Лучшая актриса               | Приют               | Номинация           |
| 2008                | Кинофестиваль Фантаспорту             | Лучшая актриса               | Приют               | Победа              |
| 2008                | Премия «Сатурн»                       | Лучшая актриса               | Приют               | Номинация           |
| 2008                | Премия Европейской киноакадемии       | Лучшая актриса               | Приют               | Номинация           |
| 2011                | Fotogramas de Plata                   | Лучшая актриса               | Прозрение           | Номинация           |
| 2011                | Премия «Гойя»                         | Лучшая актриса               | Прозрение           | Номинация           |
| 2013                | Fotogramas de Plata                   | Лучшая актриса               | Тело                | Номинация           |
| 2015                | Телевизионный фестиваль в Монте-Карло | Лучшая комедийная актриса    | Из уст в уста       | Победа              |